# Mouse jiggler

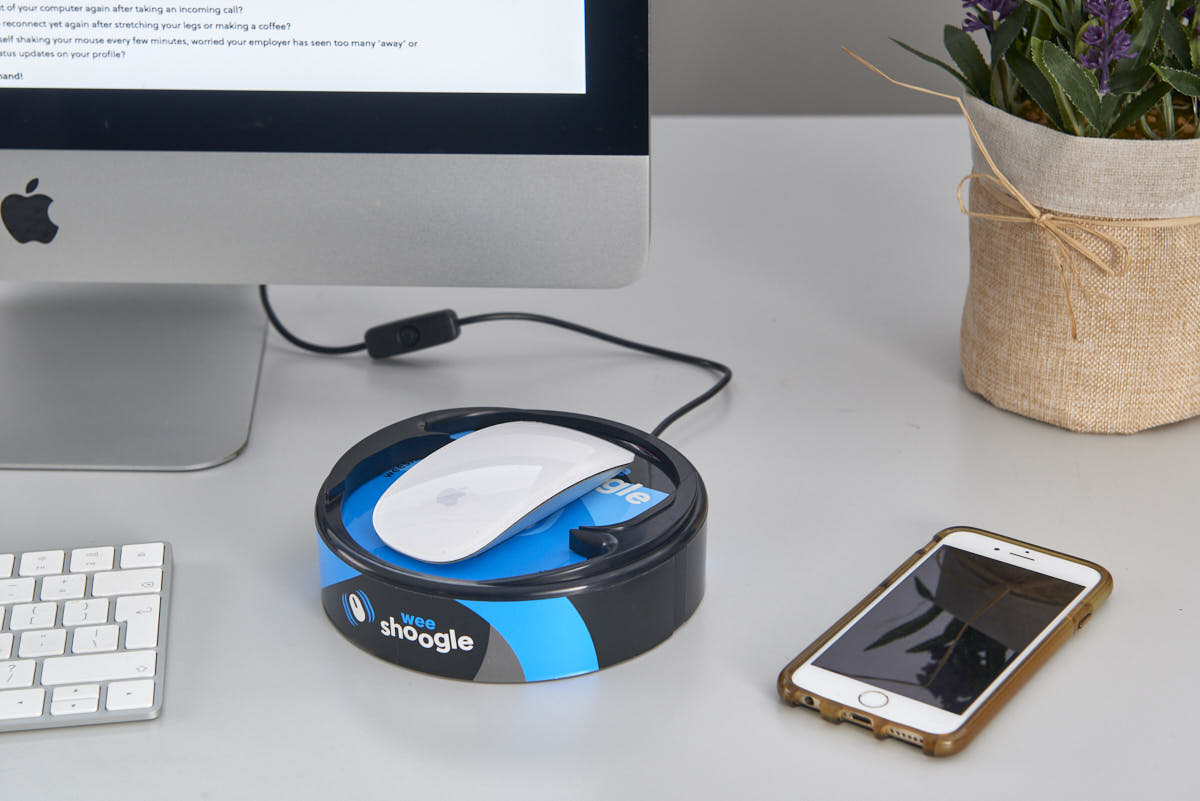
Un mouse jiggler mécanique conçu pour une souris Apple.

Un mouse jiggler (littéralement, « secoueur de souris ») est un logiciel simulant le mouvement d'une souris ou la frappe au clavier,.
Il peut aussi s'agir d'un instrument physique qui déplace une souris physique. 
Dans tous les cas, il prévient l'activation de l'écran de veille ou de l'hibernation de l'ordinateur.
Un mouse jiggler mécanique est conçu pour être installé sous la souris physique. Il induit alors un petit mouvement qui force le déplacement du pointeur à l'écran.
Un simulateur logiciel déplace régulièrement le pointeur à l'écran, ce qui induit le système d'exploitation à conclure qu'il y a activité. Il peut aussi imiter la frappe d'un caractère sans ajout de texte, ce qui n'induit aucune action.